# 田代政弘
田代 政弘 （たしろ まさひろ、1967年1月 - ）は、日本の元検察官で、現在は弁護士、税理士。八重洲総合法律事務所代表弁護士。
東京地方検察庁特別捜査部勤務の際、陸山会事件の捜査において、容疑者であった石川知裕の捜査報告書に虚偽の記載をしたとして、健全な法治国家のために声をあげる市民の会から虚偽公文書作成及び行使罪で告発され、不起訴となったものの、法務大臣からは、減給6ヶ月、100分の20の懲戒処分を受け、検察官を辞職した。

## 経歴
1985年 國學院大學久我山高等学校卒業。
1990年 早稲田大学社会科学部卒業。早稲田大学野球部出身。同期の主将は小宮山悟。
1998年 東京地方検察庁検事。同年横浜地方検察庁検事。
1999年 甲府地方検察庁検事。
2001年 東京地方検察庁検事。
2002年 東京地方検察庁八王子支部検事。
2003年 横浜地方検察庁小田原支部検事。
2005年 東京地方検察庁検事。
2006年 証券取引等監視委員会出向。
2009年 東京地方検察庁検事。
2011年 新潟地方検察庁検事。
2012年 東京地方検察庁検事兼法務総合研究所教官。同年退官、三菱化学メディエンス入社。
2014年 三菱化学メディエンス退社、東京弁護士会弁護士登録、八重洲総合法律事務所入所。
2015年 税理士登録。
2016年 東京都高校野球OB連盟理事、一般財団法人ILFJ監事。
2021年1月 八重洲総合法律事務所 代表弁護士に就任。

## 主な担当事件
陸山会事件
東京地検特捜部に勤務していた際に担当。
松本人志名誉毀損訴訟

### 捜査報告書の虚偽記載
- 陸山会事件において、石川知裕は再聴取の際に持ち込んだICレコーダーで取り調べのやりとりを録音していた。その際、実際にはなかったやり取りが、捜査報告書に記載されていることが、2011年12月15日の同事件の公判で明らかになった[2]。
- この捜査報告書は検察審査会に提出されており、小沢一郎の起訴相当議決の大きな要因になった可能性があるとされる。東京地方裁判所は2012年4月26日の小沢一郎への判決で、「検察官が、公判において証人となる可能性の高い重要な人物に対し、任意性に疑いのある方法で取り調べて供述調書を作成し、その取調状況について事実に反する内容の捜査報告書を作成した上で、これらを検察審査会に送付するなどということは、あってはならないことである」「本件の審理経過等に照らせば、本件においては事実に反する内容の捜査報告書が作成された理由経緯等の詳細や原因の究明等については、検察庁等において、十分調査等の上で対応がなされることが相当であるというべきである」と論じ、検察を厳しく批判した[6]。
- この問題について石川知裕の取り調べ責任者であった田代は、「健全な法治国家のために声をあげる市民の会」から虚偽有印公文書作成・行使と偽証の容疑で2012年1月12日に告発された。さらに同会は、2012年6月27日に陸山会事件の捜査に関わった佐久間達哉、木村匡良、大鶴基成、齋藤隆博、吉田正喜、堺徹の各検事を検察審査会に対する偽計業務妨害や虚偽有印公文書作成・行使、犯人隠避などで告発した。
- また、2012年5月2日夜に、インターネット上に供述録とされるもの[7]、及び調書とされるもの[8]の2文書が投稿された。
- この虚偽の捜査報告書の作成について、当時の法務大臣・小川敏夫は、検察が田代個人の記憶違いとして幕引きを図っているのはおかしいとして、再調査指示の指揮権発動を内閣総理大臣・野田佳彦（当時）に相談したが認められなかった、と述べた。また小川はインタビューにおいて、この件が理由で解任されたことをほのめかしている[9]。
- 2012年6月27日付けで、刑事処分としては不起訴 となった。なお、法務大臣は田代を減給100分の20（6ヶ月）の懲戒処分とし、田代は同日付で辞職した[3]。さらに監督責任を問われた当時の東京地方検察庁検事正・岩村修二が厳重注意処分を、当時の東京地方検察庁特捜部長・佐久間達哉が、戒告の懲戒処分を受けた[3]。
- 不起訴処分を受けて、「健全な法治国家のために声をあげる市民の会」は、2012年8月23日、田代を虚偽有印公文書作成及び行使と偽証、元東京地検特捜部長・佐久間達哉と元東京地検特捜部検事・木村匡良を虚偽有印公文書作成及び行使の共犯で、検察審査会に申し立てを行った[2]。
- 2013年4月19日に東京第一検察審査会は、田代の不起訴不当を、元上司について不起訴相当をそれぞれ議決した[10]。
- 2013年7月31日、最高検察庁は田代を再度不起訴処分とした[2]。
- 2013年8月12日、「健全な法治国家のために声をあげる市民の会」は、田代及び木村匡良が「石川議員の逮捕状を請求するために、事実と異なる内容を記載していた」件について、虚偽有印公文書作成及び行使容疑で、最高検察庁に告発した[11]。

#### 田代の法廷での証言
2011年12月15日の小沢一郎の公判で、田代が証言した。証言内容は下記のとおり。
- 弁護人から捜査報告書と石川知裕のICレコーダーによる録音との相違を指摘され、「この日の取り調べを一言一句記載したのではなく、思いだし、思いだし記載した。拘留中に話したことや、保釈後に話したことの記憶が混同していたと思う」と述べた[12]。
- さらに、弁護人から「虚偽の捜査報告書を書いたのではないか」との問いに対し、「そうではありません」と否定[12]。
- 石川知裕が、小沢一郎との「報告・了承」時期について調書の訂正を求めた際の「12月だろうが、3月だろうが変わんねーからさ、また変わると、なんでじゃあ変わったのってなっちゃうからさー。めんどくせーからさ」という発言を「調書とはそんなものか」と弁護人から追及されると、「実際の報告が（平成16年）12月だった、という話はこの日に初めて出ました。客観的な証拠に矛盾するし、根拠もなく不合理でした。だから石川さんが（訂正を）あきらめたんだと思いました」と述べた[13]。
- 2010年1月15日の取り調べメモから調書を作ったのが「1月19日でした」と証言[14]。
- 弁護人から取り調べメモに記載していない内容を、3日後の調書作成の際に思い出すことができるのかを追及されると「そんなことを言ったら、調書に書いてないことはたくさんありますよ！」と言い放った[14]。
- 裁判官から「5月17日の捜査報告書は、供述内容よりも詳しかったですが、何を元にして作ったのですか」と問われ、「私の記憶です」と述べた[15]。また裁判官から「メモなどは取らなかったのですか」と問われ「一切取っていません」と回答した[15]。さらに裁判官の「記憶を喚起するものもなく、報告書を作られたんですか」との問いに「そうですね」と述べた[15]。

#### 松本人志名誉毀損訴訟
弁護士の中村信雄は2024年2月29日に中村の事務所を田代が訪れ「何とかA子さんを説得して、証言に出ないようにしてほしい」などと依頼、中村が拒否すると「先生はA子さんと不倫しているでしょう。そのことを雑誌が記事にするらしいですよ。私は記事を止められますけど、どうしますか」と"脅迫まがい"の行動をされたと証言している。
週刊文春2024年7月18日号の電子版配信翌日に行われた記者会見で「妨害工作はなかった」と繰り返し主張する一方で被害女性の外出先である繁華街やホテルでの尾行を探偵業者に依頼した事実を認めた。
会見では「『こういう情報があって、調査会社に調べさせた方いいと思うけど、どうですか』と(松本に相談した)。で、松本さんが『お願いします』ということですよ」と語っている。